# 延龄耳草
延龄耳草（学名：Hedyotis paridifolia）为茜草科耳草属下的一个种。

## 扩展阅读
- 維基物種上的相關：延龄耳草